# Hideo Hiraoka

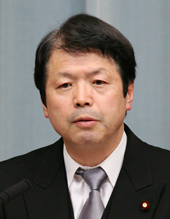
Hideo Hiraoka, 2011

Hideo Hiraoka (jap. 平岡 秀夫 Hiraoka Hideo; * 14. Januar 1954 in Iwakuni, Präfektur Yamaguchi) ist ein japanischer Politiker. Er ist seit 2024 wie zuvor von 2000 bis 2012 Abgeordneter im Shūgiin, dem Unterhaus des nationalen Parlaments, derzeit für die Liste der Konstitutionell-Demokratischen Partei (KDP) im Verhältniswahlblock Chūgoku. Als Mitglied der Demokratischen Partei, in der er gemeinsam mit Shōichi Kondō eine Faktion führte, die Hiraoka-Kondō-Gruppe, war er während der Regierungszeit der Demokraten von 2011 bis 2012 Justizminister.
Hiraoka absolvierte 1976 sein Studium an der rechtswissenschaftlichen Fakultät der Universität Tokio und wurde anschließend Beamter im Finanzministerium. In seiner Beamtenlaufbahn war er unter anderem in der japanischen Botschaft in Indien, im Legislativbüro des Kabinetts und im nationalen Finanzamt tätig, in Behörden und Außenstellen des Finanzministeriums übernahm er verschiedene Abteilungsleiterpositionen. 1998 ließ er sich als Anwalt registrieren und nahm kurz darauf eine politische Karriere auf: 1999 kandidierte er für das Bürgermeisteramt in Iwakuni, unterlag aber Katusuke Ihara, einem ehemaligen Beamten des Arbeitsministeriums.
Bei der Shūgiin-Wahl 2000 kandidierte Hiraoka für die Demokratische Partei im Wahlkreis Yamaguchi 2 und konnte Ex-Wirtschaftsminister Shinji Satō (LDP) um rund 7.000 Stimmen übertreffen. 2005 verlor er den Wahlkreis knapp an Yoshihiko Fukuda (LDP), wurde aber über den Verhältniswahlblock Chūgoku wiedergewählt. Als Fukuda 2008 für seine (erfolgreiche) Kandidatur bei der Bürgermeisterwahl in Iwakuni zurücktrat, gewann Hiraoka bei der Nachwahl seinen Wahlkreis zurück und konnte ihn bei der regulären Wahl 2009 verteidigen. 2002 und 2006 war er Mitglied im „nächsten Kabinett“, dem Schattenkabinett der Demokratischen Partei, mehrfach führte er den Vizevorsitz in wichtigen Parteigremien.
Im Juni 2010 wurde Hiraoka unter dem Kabinett Kan Staatssekretär (fukudaijin) im Kabinettsbüro, anschließend im Ministerium für Innere Angelegenheiten und Kommunikation. Im September 2011 wurde er als Justizminister ins Kabinett Noda berufen, im Januar 2012 bei einer Kabinettsumbildung durch Toshio Ogawa ersetzt. Bei der Shūgiin-Wahl 2012 verlor er den 2. Wahlkreis an Nobuo Kishi (Liberaldemokratische Partei), bis dahin Sangiinabgeordneter und Bruder des LDP-Vorsitzenden Shinzō Abe (1. Wahlkreis), und verfehlte mit einer Wahlkreisverlustquote von 50,5 % als Achtplatzierter unter 18 Kandidaten auf dem DPJ-Listenplatz 1 auch eine Wiederwahl im Block Chūgoku deutlich.
Bei der Nachwahl in Yamaguchi zum Sangiin, dem Oberhaus des nationalen Parlaments, bewarb sich Hiraoka im April 2013 als formal unabhängiger Kandidat mit Wahlempfehlung durch Demokratische Partei und Midori no Kaze und Unterstützung durch die Sozialdemokratische Partei für den durch Nobuo Kishis Rücktritt freigewordenen Sitz. Er unterlag dem früheren langjährigen Bürgermeister von Shimonoseki Kiyoshi Ejima (LDP), dem Sohn des ehemaligen Sangiinabgeordneten für Yamaguchi, Atsushi Ejima.
Bei der Shūgiin-Wahl 2014 kandidierte er wieder für die Demokratische Partei im Wahlkreis 2, unterlag Kishi etwas weniger deutlich, aber immer noch entfernt von einer Wiederwahl im Block (Kishi 58,4 %, Hiraoka 34,9 %→Wahlkreisverlustquote 59,7 %→Sechster von neun demokratischen Doppelkandidaten auf dem Listenplatz 1; den zweiten und letzten Sitz der Demokraten bei der Verhältniswahl in Chūgoku gewann 2014 mit einer Wahlkreisverlustquote von 79,9 % Keisuke Tsumura aus Okayama).
Nach dem Rücktritt von Nobuo Kishi kandidierte Hiraoka ohne Parteinominierung als Oppositionskandidat im Wahlkreis Yamaguchi 2 bei der resultierenden Nachwahl im April 2023, unterlag aber mit 47,5 % der Stimmen relativ knapp Kishis Sohn Nobuchiyo (LDP – Kōmeitō; 52,5 %). Bei der allgemeinen Wahl 2024 unterlag er Kishi sehr knapp um weniger als 2.000 Stimmen, gewann damit (Sekihairitsu 98,3 %) aber den ersten der drei Sitze der KDP bei der Verhältniswahl in Chūgoku.